# 組曲 仮面ライダー
『組曲 仮面ライダー』（くみきょく かめんライダー）は、特撮テレビ番組『仮面ライダー』（スカイライダー編）のサウンドトラック・アルバム。1979年にLPレコードとして、日本コロムビアより発売された。型番はCX-7247。
その後、1989年11月21日（CC-4340）、2004年3月27日（COCC-72035）などにCDとして再発売された（#関連音盤を参照）。

## 解説
1977年末に発売されたLPレコード『交響組曲 宇宙戦艦ヤマト』のヒットにより、アニメや特撮番組のBGM（サウンドトラック）が続々と商品化されるようになった。特に新番組のBGMはステレオ録音されるようになり、『組曲』『交響詩』構成（インストゥルメンタル曲のみ）のLPレコードとして発売された。
1979年、『ウルトラシリーズ』と『仮面ライダーシリーズ』がそれぞれ4年ぶりに再開されることになり、それぞれシリーズ初となる商品化を前提としたステレオ録音のオリジナルBGM集が『組曲』構成で発売された。
『組曲 仮面ライダー』の作曲・編曲は、それまで『仮面ライダーシリーズ』の全楽曲（主題歌・挿入歌・BGM）を単独で作曲・編曲してきた菊池俊輔が担当。演奏は、日本コロムビアのアニメ・特撮ソングの伴奏で実績があったコロムビア・オーケストラが担当した。

## 収録曲
- 作曲・編曲：菊池俊輔
- 指揮：中谷勝昭
- 演奏：コロムビア・オーケストラ

1. 復活 〜よみがえる仮面ライダー
2. 跳躍 〜闘争（たたかい）の時
3. 飛翔 〜大空のハングライダー
4. 苦悩 〜孤独の戦士
5. 陽光 〜去りにし日々
6. 疾風 〜セイリング・ジャンプ!!
7. 閃光 〜草原の輝き
8. 帰郷 〜はるかなる愛
9. 陰謀 〜ネオ・ショッカーの罠
10. 追跡 〜幻の標的（ターゲット）
11. 回想 〜哀惜の詩（うた）
12. 終結 〜明日への希望

## 関連音盤
レッツゴー! 仮面ライダー 主題歌・ヒット曲集（CS-7198）
1980年発売のLP。
『仮面ライダー』（スカイライダー編）の主題歌・挿入歌集。
組曲 仮面ライダー 〜スカイライダーBGM集〜（CC-4340）
1989年11月21日発売のCD。
「燃えろ!仮面ライダー」+『組曲 仮面ライダー』+「はるかなる愛にかけて」という構成。
石ノ森章太郎萬画音楽大全1 〜組曲 仮面ライダー〜（COCX-30123）
1998年10月21日発売のCD。
「燃えろ!仮面ライダー」+『組曲 仮面ライダー』+「はるかなる愛にかけて」+劇場版『仮面ライダー 8人ライダーVS銀河王』オリジナル・サウンドトラックという構成。
ANIMEX 1200シリーズ 組曲 仮面ライダー 〜テレビオリジナルサウンドトラック〜（COCC-72035）
2004年3月27日発売のCD。
「燃えろ!仮面ライダー」+『組曲 仮面ライダー』+「はるかなる愛にかけて」という構成。